# Leontophoros

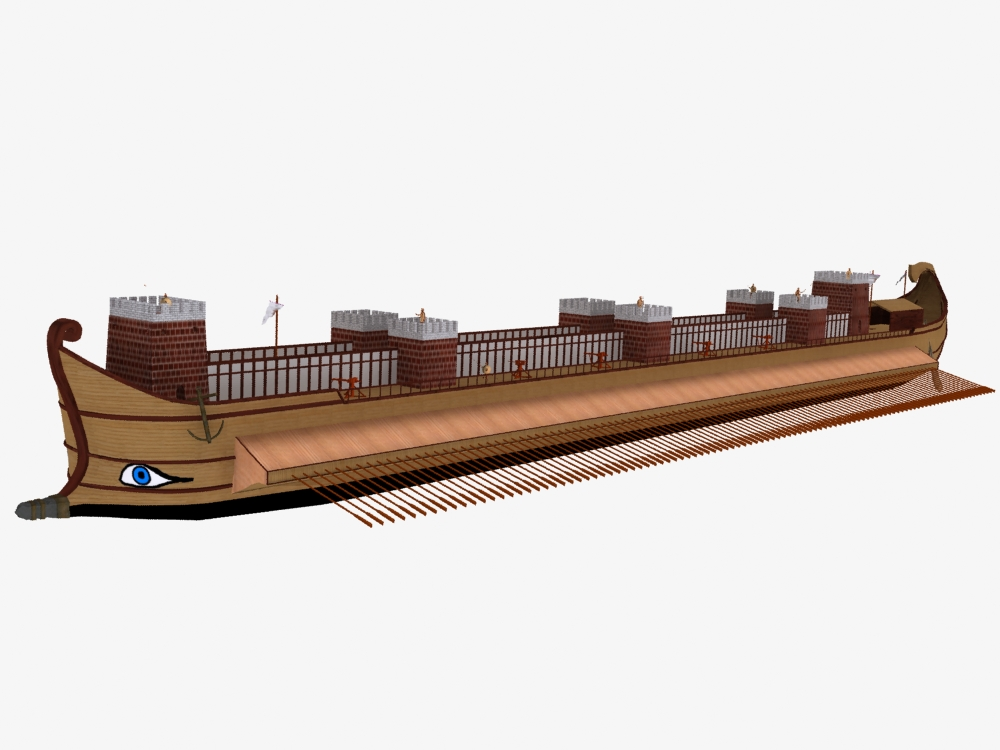
Ricostruzione digitale di un'antica Leontophoros.

La Leontophoros (in greco antico: Λεοντοφόρος?, letteralmente [nave] recante la figura di un leone) fu una famosa nave costruita per Lisimaco in Eraclea Pontica, una delle più grandi navi in legno mai costruite.

## Descrizione
Esiste un frammento di Memnone di Eraclea nella sua storia di Eraclea Pontica, che la descrive:
Queste informazioni ed altre sulla nave furono analizzate dal Morrison: usando i dati pervenuti da Vitruvio sullo spazio previsto per ogni rematore, egli concluse che doveva essere lunga almeno 110 m.
Nonostante altre navi così grandi non presero parte a battaglie, questa nave invece fu utilizzata.
Lisimaco fu ucciso nel 281 a.C. e la sua flotta fu acquisita da Tolomeo Cerauno, che allora diventò re di Macedonia. Si dice che la nave fu responsabile della sconfitta di Antigono II da parte di Tolomeo nel 280 a.C. Secondo Memnone:
Alla fine della battaglia, la vittoria andò a Tolomeo che sconfisse la flotta di Antigono, con le navi di Eraclea che combatterono più impavidamente delle altre; e delle navi di Eraclea, la vittoria andò all'octaremi "leontophoros".